# Declaração de Nashville
A Declaração de Nashville é uma declaração de fé evangélica-cristã a respeito do papel da sexualidade e dos papéis de gênero escrita pelo Conselho sobre a Masculinidade e Feminilidade Bíblicas (sigla em inglês, CBMW).. A declaração apresenta a oposição dos signatários à sexualidade LGBT e ao casamento entre pessoas do mesmo sexo. Foi criticada por cristãos igualitários e defensores de LGBT, as well as by several conservative religious figures. assim como por várias figuras religiosas conservadoras.

## História
A declaração foi minutada em agosto de 2017, durante a conferência anual da Comissão de Ética e Liberdade Religiosa e da Convenção Batista do Sul, no resort e centro de convenções Gaylord Opryland em Nashville, Tennessee. A declaração foi publicada online em 29 de agosto de 2017. Foi assinada por mais de 150 líderes evangélico-cristãos.

## Conteúdos
Inclui preâmbulo e 14 artigos. Os parágrafos de abertura dizem: "Cristãos Evangélicos, na aurora do século XXI, encontram-se em um momento de transição histórica. Como a cultura ocidental tem se tornado cada vez mais pós-Cristã, ela tem embarcado em uma revisão massiva do significado do que é ser humano."  Apresenta uma visão complementarista de gênero e uma visão tradicionalista da sexualidade.

## Críticas e respostas
Devido a suposta homofobia, transfobia e misogenia, a Declaração de Nashville tem sido alvo de controvérsias.
- Uma declaração foi publicada em resposta, em 30 de agosto de 2017, pelo Christians United (Cristãos Unidos em tradução livre para o português), um grupo de signatários. Brandan Robertson minutou a declaração da Christians United, e o Reverendo Steve Chalke e outros a editaram. Os signatários incluíram John C. Dorhauer, o Ministro e Presidente Geral da Igreja Unida de Cristo, Yvette Flunder e Jayne Ozanne.[10][11][12]
- A prefeita de Nashville, Megan Barry, mencionou: "a chamada Declaração de Nashville foi mal nomeada e não representa os valores inclusivos da cidade e do povo de Nashville".[13]
- O Bispo Episcopal da Flórida Central, Gregory Brewer, descreveu a declaração como "surda para as nuances de Jesus".
- O Padre jesuita, James Martin, replicou a Declaração de Nashville com o seu próprio conjunto de afirmações e negações, começando com "Eu afirmo: Que Deus ama todos os LGBT".[14]